# Tonar
Tonar is een compositie van Christian Sinding. Het opusnummer bestaat uit een zestal toonzettingen van teksten van Ivar Mortensson. De teksten zijn ontleend aan zijn bundel “droomgedichten” Or Duldo uit 1895. De liederen werden geschreven in een tijd dat Sinding zich gewaar werd van de strijd tussen Nynorsk en Bokmål. Sinding bevond zich vrijwel (toen) altijd in Duitsland, waar het culturele klimaat hem beter beviel dan dat in het nog van Zweden afhankelijke Noorwegen. Van geen van de liederen is in 2013 een opname voorhanden.
Ingolf Schjøtt zong de liederen voor het eerst op een Sindingavond op 27 maart 1897, zijn begeleider was Erika Nissen. Op die avond werden nog twee werken van Sinding voor het eerst uitgevoerd, waaronder zijn beroemde Frühlingsrauschen.
De zes liederen:
- Hardmaal
- Kvi vil du hava meg te aa kvæe
- Liv og sæle
- Du mor, som einsam heime gjeng
- D’er vondt aa vera i hugen sjuk
- D’er ‘kje draumar, som leikar